# Fanafjorden
Fanafjorden er en norsk fjordarm, som går fra Korsfjorden ved Bergen og 8,5 kilometer ind til bunden af fjorden ved byen Fanahammaren. Selve fjorden ender ved ydre Milde og har Krokeidvigen som afgrænsning mod syd.
Fjorden har en dybde på ca. 100 meter ved udløbet og ca. 45-20 meter inderst.